# NT5E
5'-nukleotidaza (5'-NT), poznata i kao ekto-5'-nukleotidaza ili CD73 (klaster diferencijacije 73), je enzim koji je kod ljudi kodiran NT5E genom. CD73 konvertuje AMP u adenozin.

## Funkcija
Ekto-5'-nukleotidaza (5'-ribonukleotidna fosfohidrolaza; EC 3.1.3.5) katalizuje konverziju na neutralnom pH purin 5' mononukleotida u nukleozide, pri čemu je preferentni supstrat AMP. Enzim se sastoji od dimera sa dve identične 70-kD podjedinice vezane glikozil fosfatidil inozitol vezom za spoljašnju stranu membrane plazme. Ovaj enzim se koristi kao marker diferencijacije limfocita. Konsekventno, deficijencija NT5 se javlja kod raznih bolesti imunodeficijencije (npr., see MIM 102700, MIM 300300). Postoje druge forme 5' nukleotidaze u citoplazmi i lizozomima. One se razlikuju od ekto-NT5 po njihovim supstratnim afinitetima, potrebom za prisustvom divalentnog jona magnezijuma, ATP aktivaciji, i inhibiciji neorganskim fosfatima. Retke alelne varijante su vezane za sindrom odraslog-doba kalcifikacije zglobova i arterija (CALJA) koji utiče na bočne, femoralnu, i tibijalne arterije čime se redukuje cirkulacija u nogama, i zglobovima ruku i stopala, što uzrokuje bol.

## Literatura
- Resta R, Thompson LF (1997). „T cell signalling through CD73.”. Cell. Signal. 9 (2): 131—9. PMID 9113412. doi:10.1016/S0898-6568(96)00132-5.
- Kirchhoff C, Hale G (1997). „Cell-to-cell transfer of glycosylphosphatidylinositol-anchored membrane proteins during sperm maturation.”. Mol. Hum. Reprod. 2 (3): 177—84. PMID 9238677. doi:10.1093/molehr/2.3.177.
- Resta R, Yamashita Y, Thompson LF (1998). „Ecto-enzyme and signaling functions of lymphocyte CD73.”. Immunol. Rev. 161: 95—109. PMID 9553767. doi:10.1111/j.1600-065X.1998.tb01574.x.
- Rosi F, Carlucci F, Marinello E, Tabucchi A (2002). „Ecto-5'-nucleotidase in B-cell chronic lymphocytic leukemia.”. Biomed. Pharmacother. 56 (2): 100—4. PMID 12000134. doi:10.1016/S0753-3322(01)00072-5.
- Babiychuk EB, Draeger A (2006). „Regulation of ecto-5'-nucleotidase activity via Ca2+-dependent, annexin 2-mediated membrane rearrangement?”. Biochem. Soc. Trans. 34 (Pt 3): 374—6. PMID 16709165. doi:10.1042/BST0340374.
- Stefanovic V, Mandel P, Rosenberg A (1976). „Ecto-5'-nucleotidase of intact cultured C6 rat glioma cells.”. J. Biol. Chem. 251 (13): 3900—5. PMID 819433.
- Thomson LF, Ruedi JM, Glass A,  . (1990). „Production and characterization of monoclonal antibodies to the glycosyl phosphatidylinositol-anchored lymphocyte differentiation antigen ecto-5'-nucleotidase (CD73).”. Tissue Antigens. 35 (1): 9—19. PMID 2137649. doi:10.1111/j.1399-0039.1990.tb01750.x.
- Klemens MR, Sherman WR, Holmberg NJ,  . (1990). „Characterization of soluble vs membrane-bound human placental 5'-nucleotidase.”. Biochem. Biophys. Res. Commun. 172 (3): 1371—7. PMID 2173922. doi:10.1016/0006-291X(90)91601-N.
- Boyle JM, Hey Y, Guerts van Kessel A, Fox M (1989). „Assignment of ecto-5'-nucleotidase to human chromosome 6.”. Hum. Genet. 81 (1): 88—92. PMID 2848759. doi:10.1007/BF00283737.
- Vlahović P, Stefanović V (1995). „Effect of dopamine on ecto-5'-nucleotidase expression in human glomerular mesangial cells.”. Archives internationales de physiologie, de biochimie et de biophysique. 102 (3): 171—3. PMID 8000038.
- Hansen KR, Resta R, Webb CF, Thompson LF (1996). „Isolation and characterization of the promoter of the human 5'-nucleotidase (CD73)-encoding gene.”. Gene. 167 (1-2): 307—12. PMID 8566797. doi:10.1016/0378-1119(95)00574-9.
- Airas L, Jalkanen S (1996). „CD73 mediates adhesion of B cells to follicular dendritic cells.”. Blood. 88 (5): 1755—64. PMID 8781432.
- Airas L, Niemelä J, Salmi M,  . (1997). „Differential regulation and function of CD73, a glycosyl-phosphatidylinositol-linked 70-kD adhesion molecule, on lymphocytes and endothelial cells.”. J. Cell Biol. 136 (2): 421—31. PMC 2134816 . PMID 9015312. doi:10.1083/jcb.136.2.421.
- Strohmeier GR, Lencer WI, Patapoff TW,  . (1997). „Surface expression, polarization, and functional significance of CD73 in human intestinal epithelia.”. J. Clin. Invest. 99 (11): 2588—601. PMC 508104 . PMID 9169488. doi:10.1172/JCI119447.
- Aumüller G, Renneberg H, Schiemann PJ,  . (1998). „The role of apocrine released proteins in the post-testicular regulation of human sperm function.”. Adv. Exp. Med. Biol. 424: 193—219. PMID 9361795. doi:10.1007/978-1-4615-5913-9_39.
- Rosi F, Agostinho AB, Carlucci F,  . (1998). „Behaviour of human lymphocytic isoenzymes of 5'-nucleotidase.”. Life Sci. 62 (25): 2257—66. PMID 9651114. doi:10.1016/S0024-3205(98)00206-9.

## Spoljašnje veze
- NT5E+protein,+human на 